# Вьон (Ардеш)
Вьон (фр. и окс. Vion) — коммуна во Франции, находится в регионе Рона — Альпы. Департамент коммуны — Ардеш. Входит в состав кантона Турнон-сюр-Рон. Округ коммуны — Турнон-сюр-Рон.
Код INSEE коммуны — 07345.
Коммуна расположена приблизительно в 460 км к юго-востоку от Парижа, в 75 км южнее Лиона, в 45 км к северу от Прива.

## Население
Население коммуны на 2008 год составляло 885 человек.
| 1962 | 1968 | 1975 | 1982 | 1990 | 1999 | 2008 |
| ---- | ---- | ---- | ---- | ---- | ---- | ---- |
| 452  | 506  | 541  | 596  | 701  | 753  | 885  |

## Экономика
В 2007 году среди 561 человека в трудоспособном возрасте (15—64 лет) 416 были экономически активными, 145 — неактивными (показатель активности — 74,2 %, в 1999 году было 71,0 %). Из 416 активных работали 367 человек (216 мужчин и 151 женщина), безработных было 49 (16 мужчин и 33 женщины). Среди 145 неактивных 55 человек были учениками или студентами, 48 — пенсионерами, 42 были неактивными по другим причинам.

## Достопримечательности
- Церковь Сен-Мартен XII века в романском стиле, восстановлена в XVI веке. Исторический памятник с 1910 года (за исключением нефа).[3]
- Статуя Божией Матери Милосердия XVI века, установлена в нише ниже деревни.

## Фотогалерея

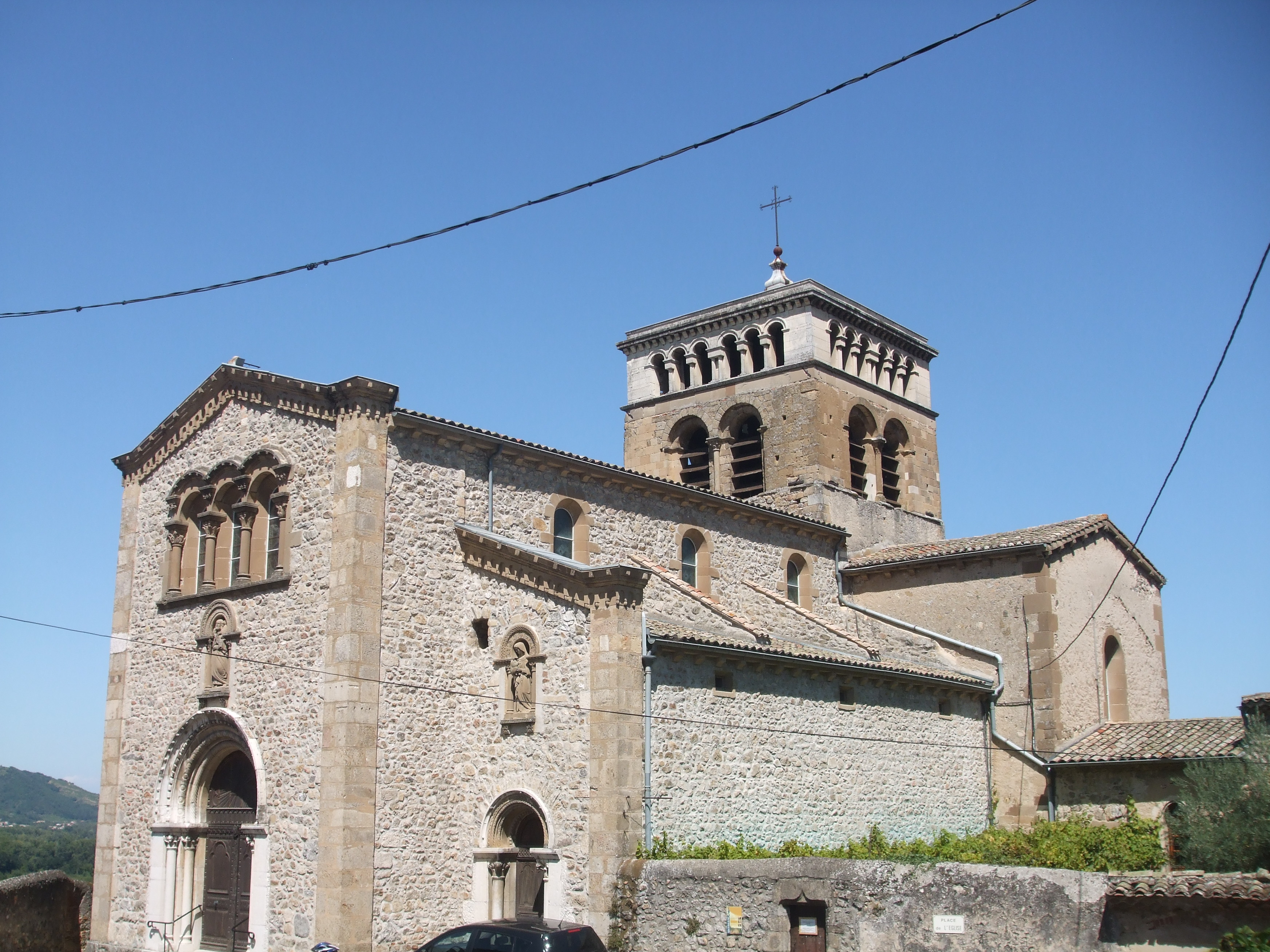
Церковь Сен-Мартен
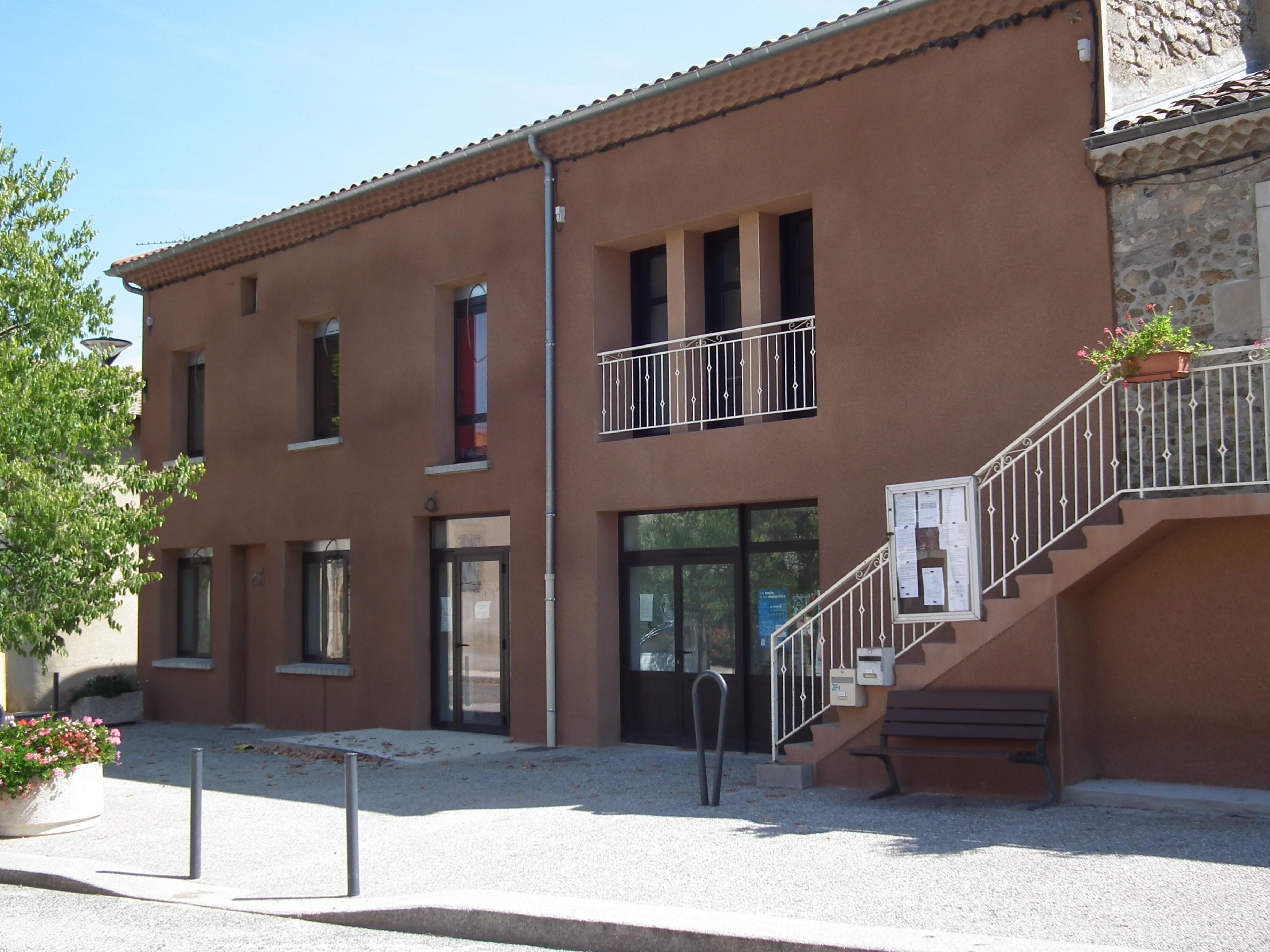
Мэрия
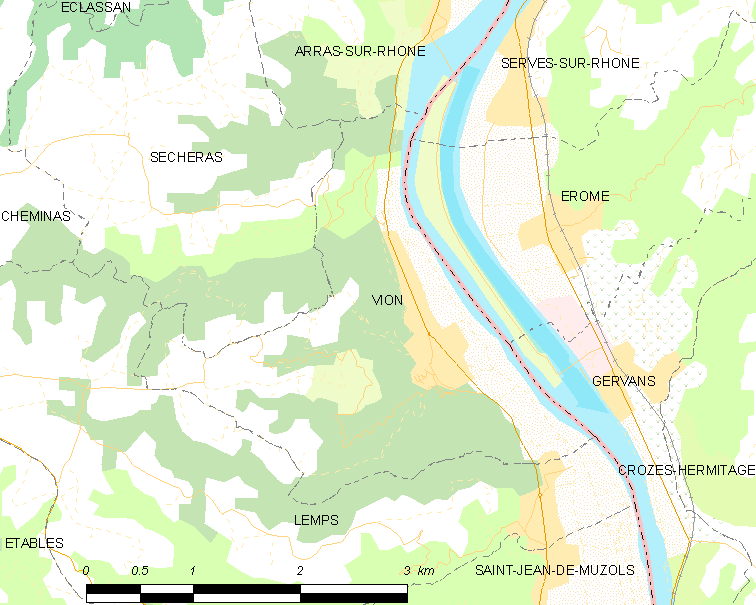
Карта коммуны